# Hrabstwo Ratzeburga
Hrabstwo Ratzeburga – niemieckie hrabstwo założone w 1143 roku i istniejące do 1296 roku, kiedy (po licznych podziałach) weszło w skład księstwa Saksonii-Lauenburga.

## Historia
Podwaliny pod przyszłe hrabstwo położył książę obodrycki Racibor, który zbudował gród Gauburg, w 1062 roku wymieniany jako saskie lenno. W 1143 roku książę saski Henryk Lew poprzez Adolfa II holsztyńskiego przekazał Henrykowi z Badewide część ziemi obodryckich Połabian pod niemiecką kolonizację. W skład nowo utworzonego hrabstwa weszły grody Ratzeburg, Wittenburg i Gadebusch, Rehna, Zarrentin am Schaalsee oraz baliwat Mölln. Badewidowie zasiadali na tronie do śmierci Bernharda III w 1199 roku, kiedy poprzez małżeństwo z owdowiałą matką tego ostatniego, Adelajdą, regencję objął Adolf z Dasselu. Utracił jednak władzę w wyniku bitwy pod Waschowem (25 maja 1200 lub 1201 roku), przegrawszy z meklemburską armią wasali króla Danii Kanuta VI. Hrabstwo przeszło pod władanie korony duńskiej; następca Kanuta, Waldemar II Zwycięski przekazał je w 1202 roku swojemu siostrzeńcowi Albrechtowi II z Orlamünde
W 1204 roku Waldemar, w ramach wynagrodzenia za poparcie dla duńskiej ekspansji, mianował Albrechta duńskim namiestnikiem północnych Niemiec i przekazał wszystkie ziemie na wschód od dzisiejszej granicy pomiędzy Szlezwikiem-Holsztynem a Meklemburgią.
Po przegranej bitwie pod Mölln w 1225 roku schwytany Albrecht II musiał zrezygnować z ziem lauenburskich. Po bitwie pod Bornhöved w 1227 roku zakończyła się duńska ekspansja w Niemczech północnych, zaś hrabstwo trafiło pod władzę saskiego Askańczyka księcia Albrechta I. Po jego śmierci władzę nad zdobytymi ziemiami przejęli synowie – Albrecht II oraz Jan I. Rząd nad późniejszym księstwem Saksonii-Wittenbergi (po podziale księstwa w 1296 roku) sprawował najmłodszy z synów, Albrecht II. Jan I władał byłym hrabstwem Ratzeburga oraz ziemiami lauenburskimi, które to terytorium przypadło później jego synom – Janowi II, Erykowi I i Albrechtowi III – by w 1296 roku trafić pod rządy księstwa Saksonii-Lauenburga.

## Władcy
| Okres panowania | Władca                          | Relacja w stos. do poprzedniego władcy |
| --------------- | ------------------------------- | -------------------------------------- |
| Badewidowie     |                                 |                                        |
| 1143-1164       | Henryk I (zm. 1164)             |                                        |
| 1164-1195       | Bernhard I (zm. 1195)           | syn                                    |
| 1195-1198       | Bernhard II (zm. 1198)          | syn                                    |
| 1198-1199       | Bernhard III (zm. 1228)         | syn                                    |
| 1200-1201       | Adolf I (zm. 1224)              | mąż matki                              |
| Askańczycy      |                                 |                                        |
| 1202-1227       | Albrecht II (zm. 1245)          |                                        |
| 1227            | Albrecht I Askańczyk (zm. 1261) |                                        |
| Władcy Saksonii |                                 |                                        |